# Акиртобе
Акиртобе́ (каз. Ақыртөбе) — село у складі району Турара Рискулова Жамбильської області Казахстану. Адміністративний центр Акиртобинського сільського округу.
Населення — 2584 особи (2021; 2678 у 2009, 2584 у 1999, 2116 у 1989).